# Málaháttr
Der Málaháttr ist ein altnordisches stabreimendes Versmaß. Es zeichnet sich durch eine relativ feste Anzahl von fünf Silben in An- und Abvers aus und wird dadurch von dem meist viersilbigen Fornyrðislag unterschieden.

## Etymologie
Málaháttr setzt sich aus den altnordischen Worten für Rede (mál) und Versmaß (háttr) zusammen. Es ist dem Namen nach also das Versmaß für feierliche prunkvolle Rede, was auch gut zu seinem langsamen und schweren Charakter passt.

## Aufbau
Der Málaháttr setzt sich genauso wie das Fornyrðislag aus mehreren Langzeilen zusammen, bestehend aus An- und Abvers. Die Verse werden durch den Stabreim verbunden. Das wichtigste Unterscheidungskriterium zum Fornyrðislag ist die relativ feste Fünfsilbigkeit der An- und Abverse im Málaháttr.
| Hjú gerðu hvílu sem þeim hægst þótti; kennd var Kostbera, kunni hon skil rúna, innti orðstafi at eldi ljósum; gæta varð hon tungu í góma báða, váru svá villtar, at var vant at ráða. Atlamál, 9 | Anvers, Langzeile 1 Abvers Anvers, Langzeile 2 Abvers Anvers, Langzeile 3 Abvers Anvers, Langzeile 4 Abvers Anvers, Langzeile 5 Abvers Gliederung |  | Die Gatten bereiteten das Lager, wie's ihnen bestens schien. Kundig war Kostbera, sie kannte die Runen, sie nannte die Wortstäbe am hellen Feuer; sie wägt' ihre Zunge im Munde: Sie (die Runen) waren so verworren, schwer war's zu deuten. Übersetzung (Arnulf Krause) |  |

Bis auf die Zeilen 4, 7 und 10 bestehen in unserem Beispiel alle Verse aus genau fünf Silben. Die genannten Ausnahmen weichen nur um eine Silbe von dieser Regel ab. Auch die Stäbe sind regelmäßig nach dem Schema 1 2 || 3 4 auf die vier Hebungen einer Langzeile verteilt. Nur Zeile 10 weicht mit ihren unerlaubten zwei Stäben im Abvers von der Regel ab.

## Verwendung
Es gibt nur ein Lied der Edda, welches fast ausschließlich im Málaháttr gedichtet ist – das Atlamál, das jüngere Atli-Lied. In den Heldenliedern Atlakviða, Hamðismál und Völundarkviða tritt er im Wechsel mit dem Fornyrðislag auf, in den skaldischen Preisliedern (die aber aufgrund ihrer Versmaße eddisch genannt werden) Haraldskvæði, Eiríksmál und Hákonarmál zusammen mit dem Ljóðaháttr. Das nur fragmentarisch überlieferte Skaldenlied Bjarkamál ist hingegen komplett im Málaháttr.